# Municipio de Brevator
El municipio de Brevator (en inglés: Brevator Township) es un municipio ubicado en el condado de St. Louis en el estado estadounidense de Minnesota. En el año 2010 tenía una población de 1269 habitantes y una densidad poblacional de 13,73 personas por km².

## Geografía
El municipio de Brevator se encuentra ubicado en las coordenadas 46°48′31″N 92°30′26″O / 46.80861, -92.50722. Según la Oficina del Censo de los Estados Unidos, el municipio tiene una superficie total de 92.45 km², de la cual 89.57 km² corresponden a tierra firme y (3.12%) 2.89 km² es agua.

## Demografía
Según el censo de 2010, había 1269 personas residiendo en el municipio de Brevator. La densidad de población era de 13,73 hab./km². De los 1269 habitantes, el municipio de Brevator estaba compuesto por el 76.2% blancos, el 0.08% eran afroamericanos, el 20.8% eran amerindios, el 0.39% eran asiáticos, el 0.16% eran isleños del Pacífico, el 0.08% eran de otras razas y el 2.29% pertenecían a dos o más razas. Del total de la población el 1.26% eran hispanos o latinos de cualquier raza.